# Regina Ogorek
Regina Ogorek (* 10. November 1944 in Bad Landeck, Landkreis Habelschwerdt, Provinz Niederschlesien) ist eine deutsche Rechtswissenschaftlerin und Hochschullehrerin.
Sie studierte Rechtswissenschaft an den Universitäten Münster und München. 1973 wurde sie in München zum Thema „Untersuchungen zur Entwicklung der Gefährdungshaftung“ zum Dr. iur. promoviert. Sie habilitierte sich 1985 in Frankfurt am Main mit der Arbeit „Richterkönig oder Subsumtionsautomat? Zur Justiztheorie im 19. Jahrhundert“. Von 1987 bis 1994 hatte sie eine ordentliche Professur an der rechtswissenschaftlichen Fakultät der Universität Zürich inne und wurde 1994 an die Johann Wolfgang Goethe-Universität in Frankfurt am Main berufen. Regina Ogorek ist seit dem Sommersemester 2010 emeritiert.
Zu ihren Forschungsinteressen zählen Rechts-, Justiz- und Verfassungsgeschichte des 19. und 20. Jahrhunderts. Weiterhin gehören Rechtsprechungsanalysen sowie die Themen Methodenlehre, Recht und Sprache sowie Justiz im Nationalsozialismus zu ihren Forschungsschwerpunkten.
Regina Ogorek ist verheiratet mit Peter Forstmoser.

## Schriften
- Untersuchungen zur Entwicklung der Gefährdungshaftung im 19. Jahrhundert, Schriften zur neueren Privatrechtsgeschichte, Bd. 22, Köln, Wien 1975, ISBN 3-412-20575-3.
- Richterkönig oder Subsumtionsautomat? Zur Justiztheorie im 19. Jahrhundert. Veröffentlichungen des Max-Planck-Instituts für europäische Rechtsgeschichte. Rechtsprechung, Bd. 1, Frankfurt am Main 1986.
- Juristisches Arbeiten. Eine Anleitung für Studierende (zusammen mit Peter Forstmoser u. a.), 1. Auflage, Zürich 1994, 6. Auflage, Zürich 2018, ISBN 978-3-7255-7859-7.
- Aufklärung über Justiz. 1. Halbbd.: Abhandlungen und Rezensionen, mit einer Einleitung von Dieter Simon, 2. Halbbd.: Richterkönig oder Subsumtionsautomat? Zur Justiztheorie im 19. Jahrhundert (2., unveränd. Auflage), Veröffentlichungen des Max-Planck-Instituts für europäische Rechtsgeschichte, Rechtsprechung, Bd. 28.1/2, Frankfurt am Main 2008, ISBN 978-3-465-04051-4.
- Mitherausgeberin: Summa. Dieter Simon zum 70. Geburtstag, hrsg. von Rainer Maria Kiesow, Regina Ogorek und Spiros Simitis, Frankfurt am Main 2005, ISBN 978-3-465-03433-9.
- Mitherausgeberin der Zeitschrift Myops. Berichte aus der Welt des Rechts und Mitautorin beim mops-block.